# Brunnen (Ingenbohl)
Brunnen (toponimo tedesco) è una frazione del comune svizzero di Ingenbohl, nel Canton Svitto (distretto di Svitto). È il centro politico ed economico del comune.

## Storia
Il 9 dicembre 1315 fu firmato il Patto di Brunnen tra i cantoni di Svitto, Uri e Untervaldo.

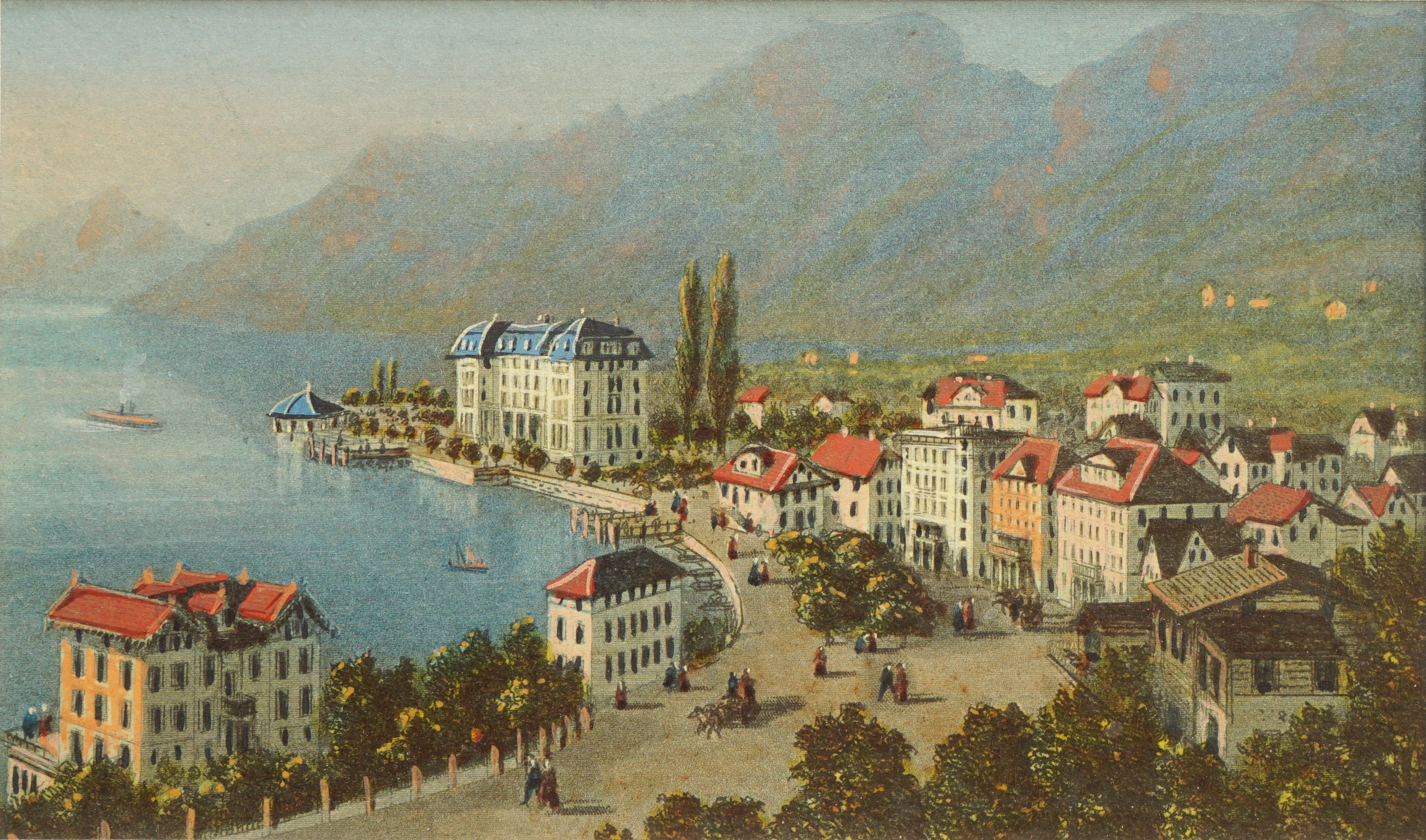
Brunnen intorno al 1880. Heinrich Müller.

## Monumenti e luoghi d'interesse
- Bundeskapelle (1632): introdotta da un portico, sorge sulla piazza centrale prospiciente l'imbarcadero[senza fonte], nel luogo in cui fu confermato pubblicamente, il 9 dicembre 1315, il patto del 1291 tra Uri, Svitto e Untervaldo[1].
- Presso l'abitato fa capo la Via Svizzera, inaugurata nel 1991[senza fonte] nel settimo centenario della nascita della lega primitiva; è un facile sentiero pedonale che corre in costa intorno al lago dei Quattro Cantoni alla volta del Grütli.
- L'Axenstrasse, aperta nel 1864[1], percorre, accanto alla ferrovia, la rocciosa riva orientale del lago, scavata da numerose gallerie, e si sovrappone in parte alla Via Svizzera[senza fonte].
- Il ponte coperto in legno Wylerbrücke, lungo 35 metri, sul fiume Muota